# François Gérard

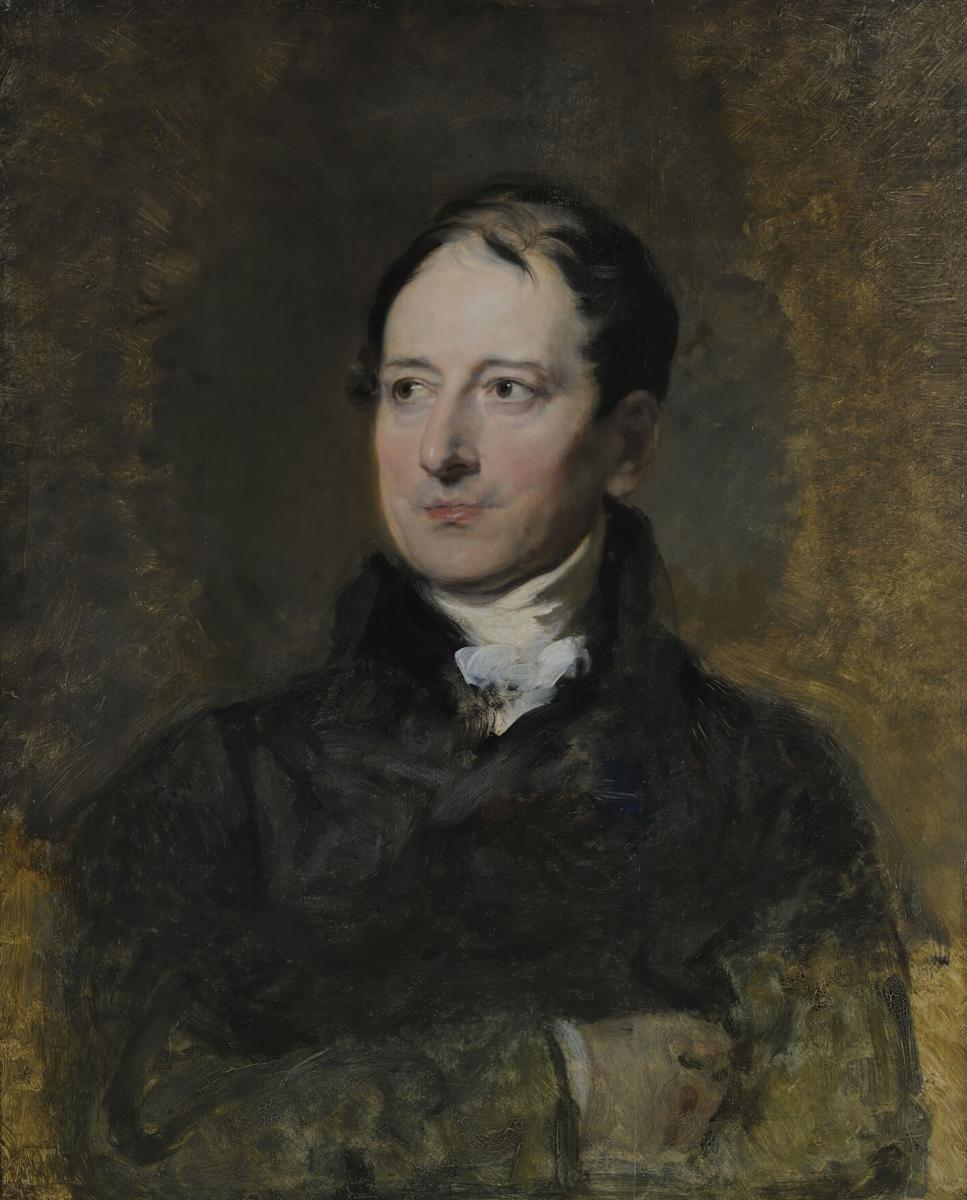
François Gérard, porträtiert von Thomas Lawrence, 1824

François-Pascal Simon, Baron Gérard (* 12. März 1770 in Rom; † 11. Januar 1837 in Paris) war ein französischer Porträtmaler.

## Leben
François Gérard war der Sohn eines Franzosen und einer Italienerin und kam bereits als Kind nach Paris. Dort war er Schüler des Bildhauers Augustin Pajou und des Malers Jacques-Louis David, der ihn 1791 als Assistent einstellte.

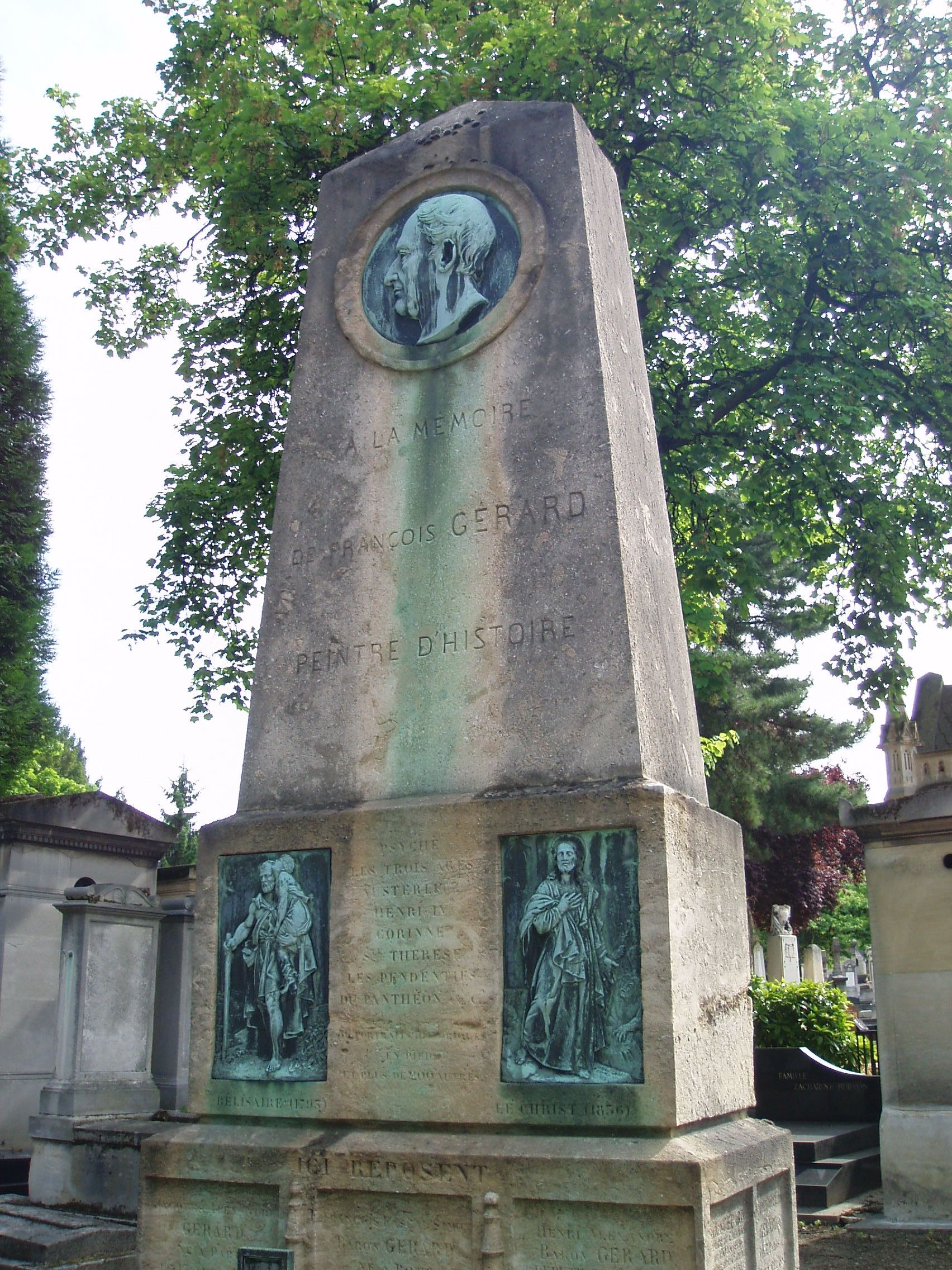
Gérards Grab auf dem Cimetière Montparnasse

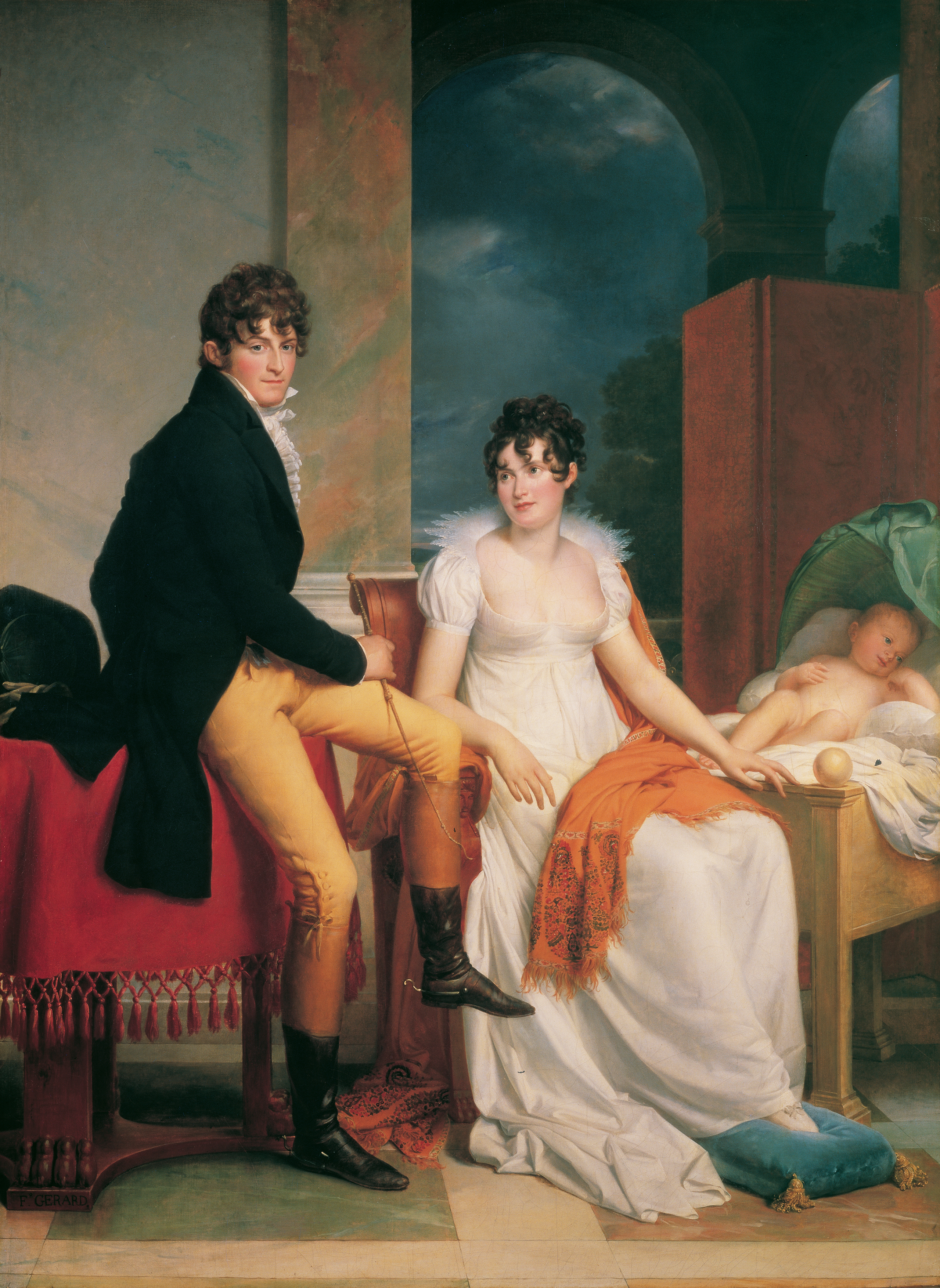
Moritz Christian Reichsgraf von Fries mit seiner Frau Maria Theresia Josepha, geb. Prinzessin Hohenlohe-Waldenburg-Schillingfürst, und dem Sohn Moritz, um 1805, Belvedere, Wien

Politisch flexibel, arrangierte sich Gérard mit allen Regenten der Französischen Revolution (1789), Napoleon und den darauf folgenden Bourbonen. David verschaffte ihm eine Geschworenenstelle im Revolutionstribunal, der Gérard sich durch ständige Krankmeldungen allerdings entzog. 1819 wurde er wegen seines Bildes Einzug Heinrichs IV. in Paris von König Louis XVIII. zum Baron geadelt. Er erhielt die Stelle eines königlichen Hofmalers und das Kreuz der Ehrenlegion. Zu seinen Freunden zählte Honoré de Balzac.

## Werke
Gérard malte überwiegend mythologische und historische Bilder, für die er den Neoklassizistischen Stil Davids übernahm, diesen aber um eine träumerische Note bereicherte. Er war Hofmaler von Napoleon und König Louis XVIII., Porträtmaler der Bourbonen und anderer Fürsten. Viele seiner Porträts zeigen auch Freunde und eigene Verwandte. Man kann ihn als den beliebtesten Porträtmaler des Empire bezeichnen.
- Isabey und seine Tochter (Paris, Musée du Louvre), 1795, Öl auf Leinwand, 195 × 130 cm
- Amor und Psyche (Paris, Musée du Louvre), 1798, Öl auf Leinwand, 186 × 132 cm
- Königin Hortense (Privatbesitz), Öl auf Leinwand, 66 × 56 cm
- Joachim Murat (Neapel, Museo di San Martino), 1800–10, Öl auf Leinwand, 218 × 141 cm
- Ossian erweckt am Ufer der Lora mit dem Klang seiner Harfe die Geister (Hamburg, Kunsthalle), nach 1801, Öl auf Leinwand, 184,5 × 194,5 cm
- Madame Récamier (Paris, Musée Carnavalet), 1802, Öl auf Leinwand, 225 × 145 cm
- Maria Letizia Ramolino Bonaparte, genannt Madame Mère (Scottish National Gallery), 1802–1804, Öl auf Leinwand, 210,80 × 129,80 cm (Kopie von Pierre-Edmond Martin, 1810, im Palast von Caserta)
- Madame Tallien (Privatbesitz), 1804, Öl auf Leinwand, 200 × 110 cm
- Moritz Christian Reichsgraf von Fries mit seiner Frau Maria Theresia Josepha, geb. Prinzessin Hohenlohe-Waldenburg-Schillingfürst, und dem Sohn Moritz (Wien, Österreichische Galerie), um 1805, Öl auf Leinwand, 223 × 163,5 cm
- Napoleon im Krönungsornat (Schloss Fontainebleau), 1805, Öl auf Leinwand, 225 × 147 cm
  - Napoleon im Krönungsornat in der Sammlung des Oberpostmeisters Schustern[1]
- Marquis de Caulaincourt, Herzog von Vicenza (Privatbesitz), Öl auf Leinwand, 80 × 74 cm
- Marie-Julie Bonaparte mit ihren zwei Töchtern Charlotte und Zénaide (Dublin, National Gallery of Ireland), 1808–09, Öl auf Leinwand, 200 × 144 cm
- Marquise Visconti (Paris, Musée du Louvre), 1810, Öl auf Leinwand, 224 × 144 cm
- Desirée Clary (Paris, Musée Marmottan), 1810, Öl auf Leinwand
- Marie Luise und der König von Rom (Schloss Versailles), 1813, Öl auf Leinwand, 240 × 162 cm
- Krönung Karls X. (Chartres, Musée des Beaux Arts), 1827, Öl auf Leinwand, 514 × 972 cm
- Heilige Theresa (Paris, Infirmerie Marie-Therése), 1827, Öl auf Leinwand, 172 × 93 cm
- Louis-Philippe schwört auf die Verfassung von 1830, (Versailles, Musée du Château de Versailles), 1834, Öl auf Leinwand, 222 × 156 cm

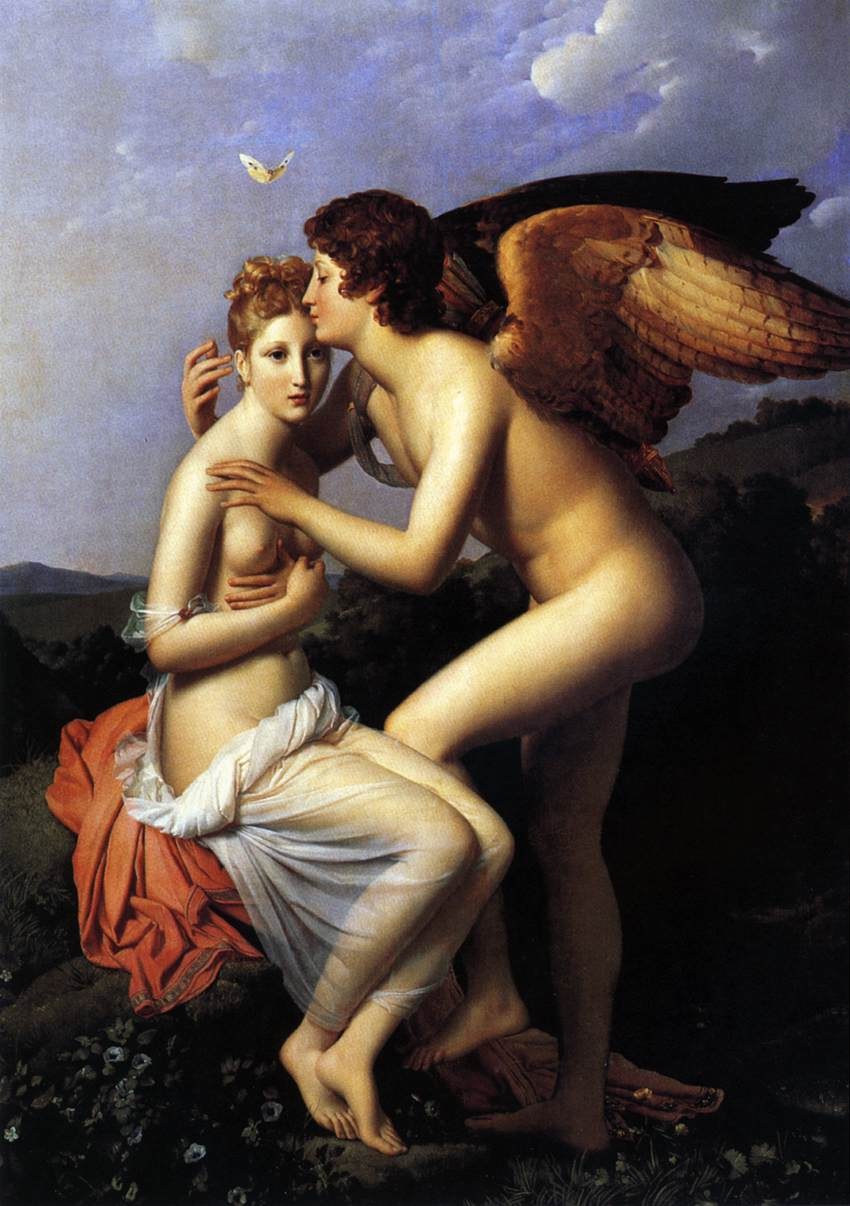
Amor und Psyche, 1798
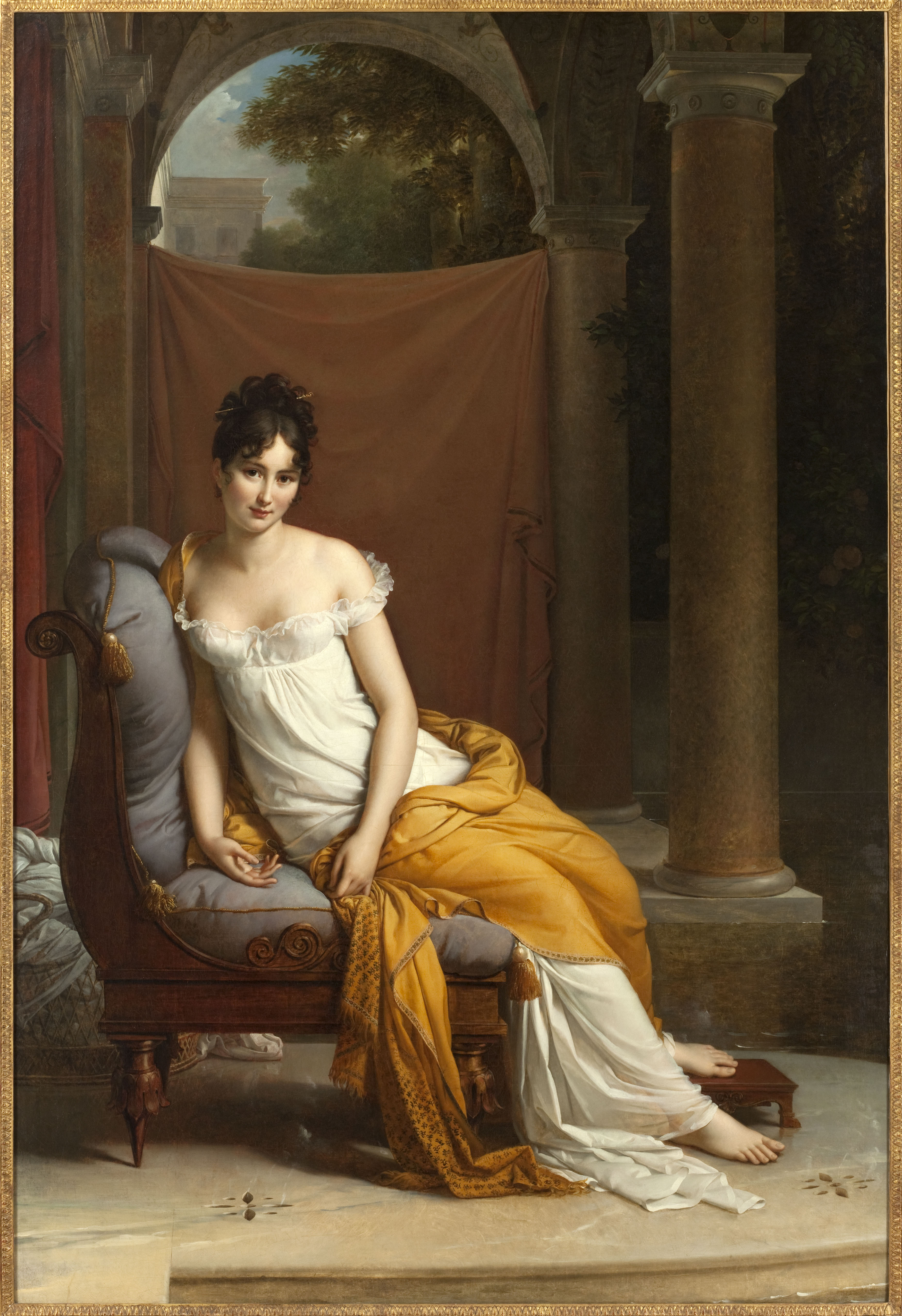
Porträt von Julie Récamier, 1802
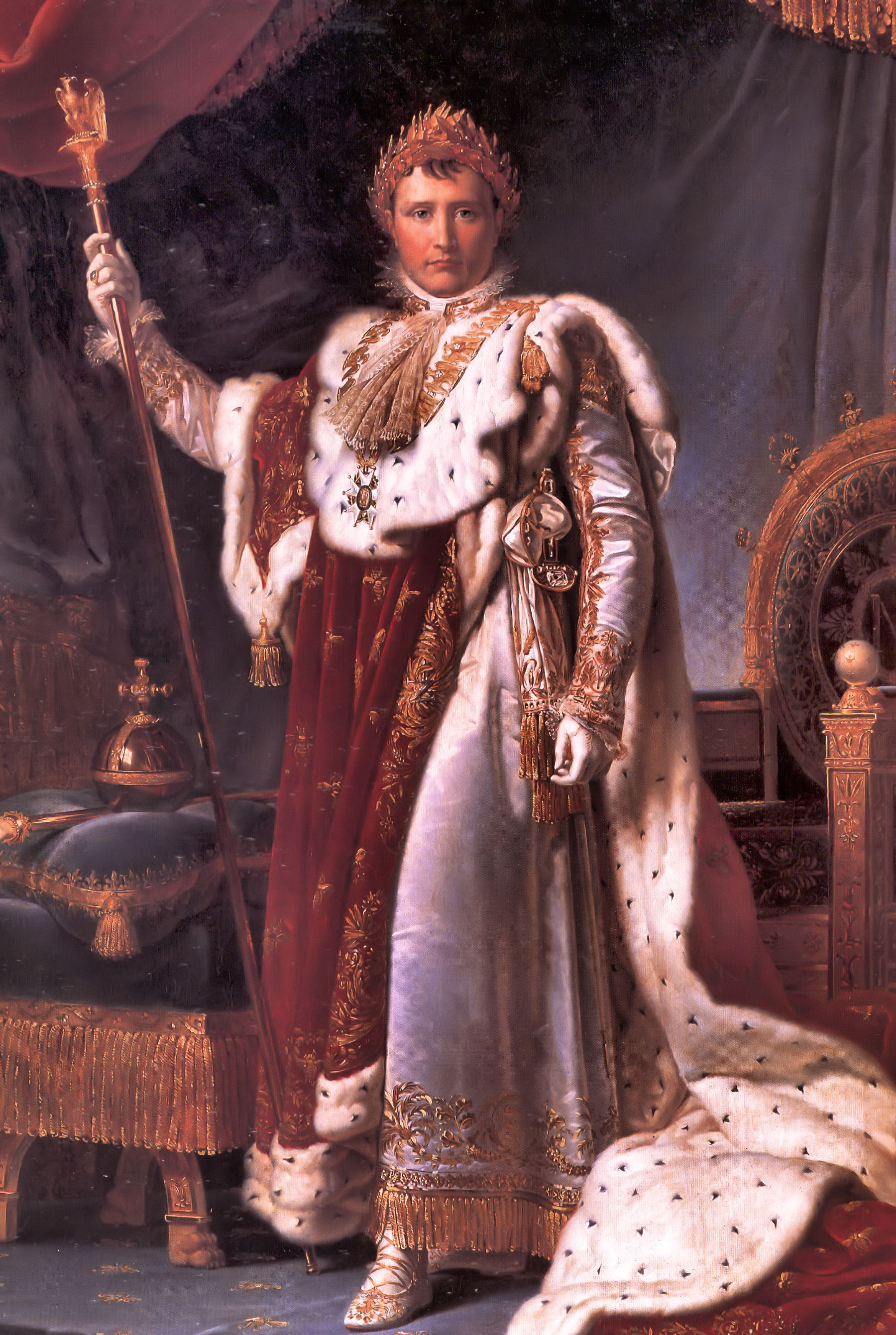
Napoleon im Krönungsornat, 1805
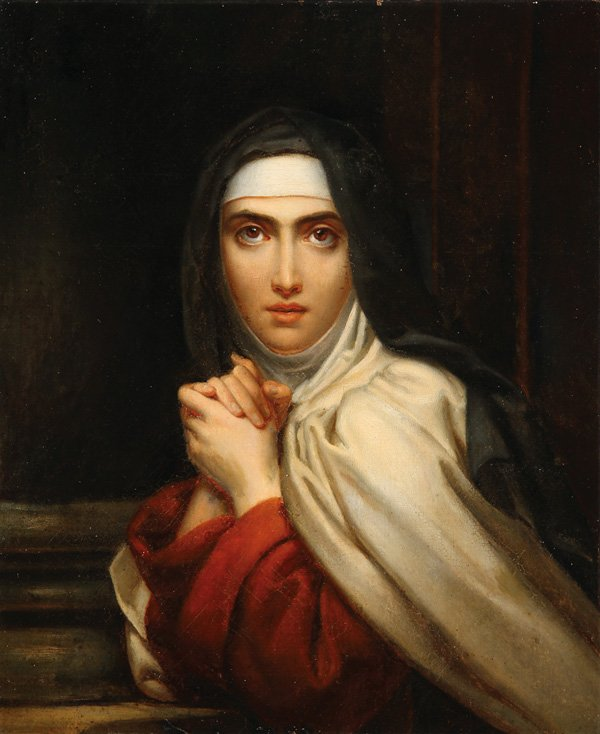
Heilige Theresa, 1827